# Tarancón
Tarancón ist eine Stadt mit 16.462 Einwohnern (Stand: 2024) in der Provinz Cuenca in der Autonomen Region Kastilien-La Mancha.

## Geographie
Tarancón liegt in Zentralspanien auf einer Höhe von ca. 818 m. Die Provinzhauptstadt Cuenca liegt ca. 85 km östlich. Ebenso weit entfernt liegt die Landeshauptstadt Madrid nordwestlich von Tarancón. Der Riánsares, ein Nebenfluss des Cigüela, passiert die Stadt südlich.

## Geschichte
Die Gegend um Tarancón ist seit der Zeit der Keltiberer besiedelt. Aus der römischen Zeit ist eine Brücke über den Riánsares erhalten. Im 16. Jahrhundert hatte der Ort etwa 700 Einwohner und wurde zu einer eigenständigen Gemeinde erhoben. Traurige Berühmtheit erlangte Tarancón am 26. Juli 1949, als über 30 Menschen durch die Explosion eines Pulverfasses aus dem Spanischen Bürgerkrieg ums Leben kamen und mehrere hundert verletzt wurden. Über tausend Häuser wurden beschädigt.

## Bevölkerungsentwicklung
| Jahr      | 1842  | 1877  | 1887  | 1900  | 1910  | 1920  | 1930  | 1940  | 1950  | 1960  | 1970  | 1981  | 1991   | 2001   | 2011   |
| --------- | ----- | ----- | ----- | ----- | ----- | ----- | ----- | ----- | ----- | ----- | ----- | ----- | ------ | ------ | ------ |
| Einwohner | 5.536 | 4.489 | 5.010 | 5.241 | 5.655 | 6.213 | 6.872 | 6.834 | 6.769 | 7.705 | 7.978 | 9.613 | 10.988 | 11.786 | 15.604 |

## Sehenswürdigkeiten

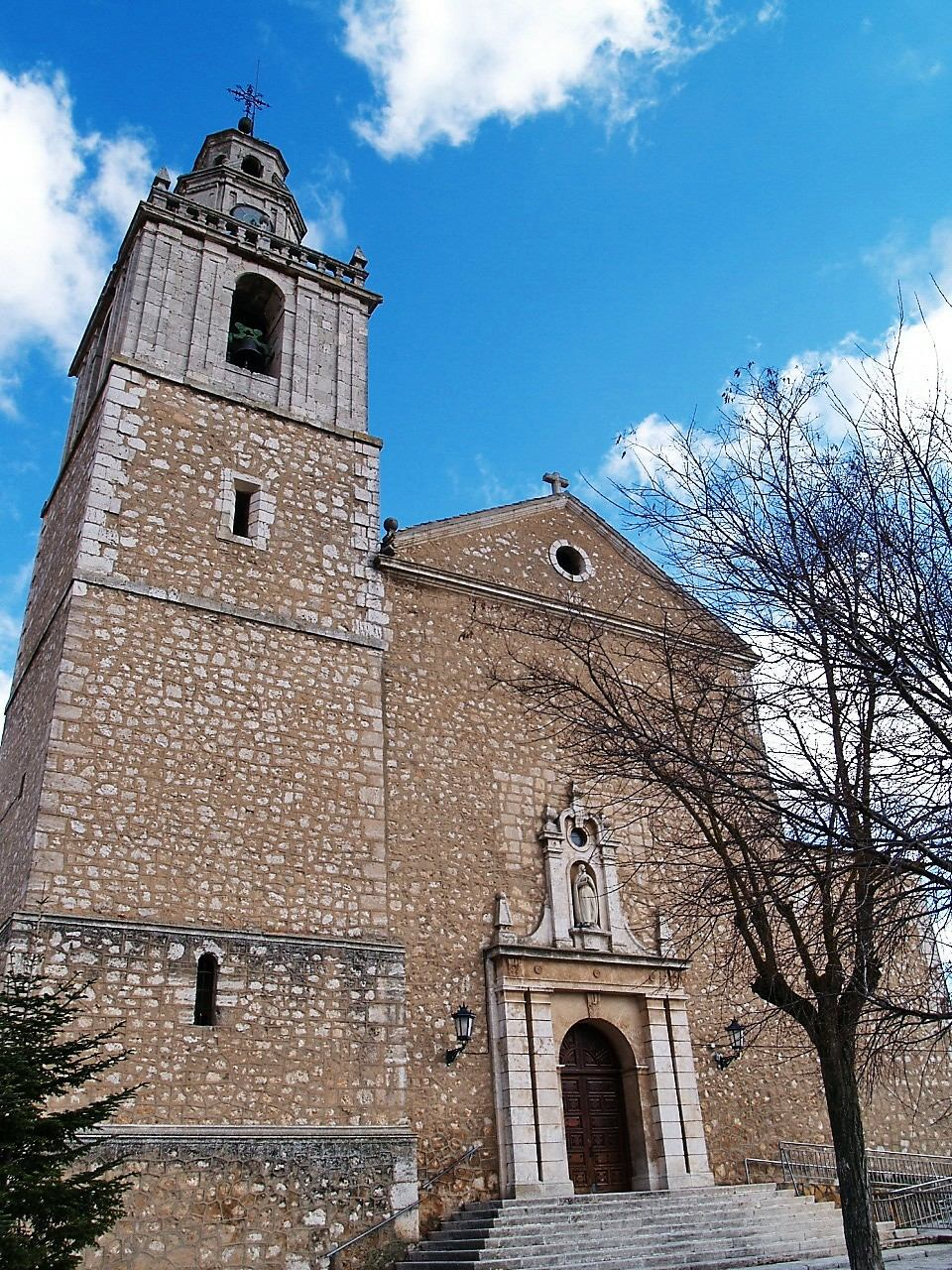
Die Iglesia de Nuestra Señora de la Asunción

- Die Iglesia de Nuestra Señora de la Asunción wurde im zwölften Jahrhundert errichtet und später mehrfach umgestaltet. Sie ist als Bien de Interés Cultural geschützt.[6]
- Der Palacio de los Duques de Riánsares wurde 1845 errichtet und beherbergt heute das Rathaus der Stadt.[7]

## Verkehr
Die Stadt liegt an der Kreuzung der Autovía A-3 (Autovía del Este) von Madrid nach Valencia und der Autovía A-40 (Autovía de la Meseta Sur). Tarancón besitzt einen Bahnhof an der Bahnstrecke Aranjuez–Valencia.

## Trivia
Der weibliche Vorname Riánsares, abgeleitet vom gleichnamigen Fluss, kommt aus Tarancón und ist überwiegend in dieser Gegend oder bei Personen mit Vorfahren aus Tarancón anzutreffen.

## Persönlichkeiten
- Melchior Cano (1509–1560), Theologe
- Agustín Fernando Muñoz y Sánchez (1808–1873), Ehemann von Maria Christina von Spanien